# C2c (spoorwegonderneming)

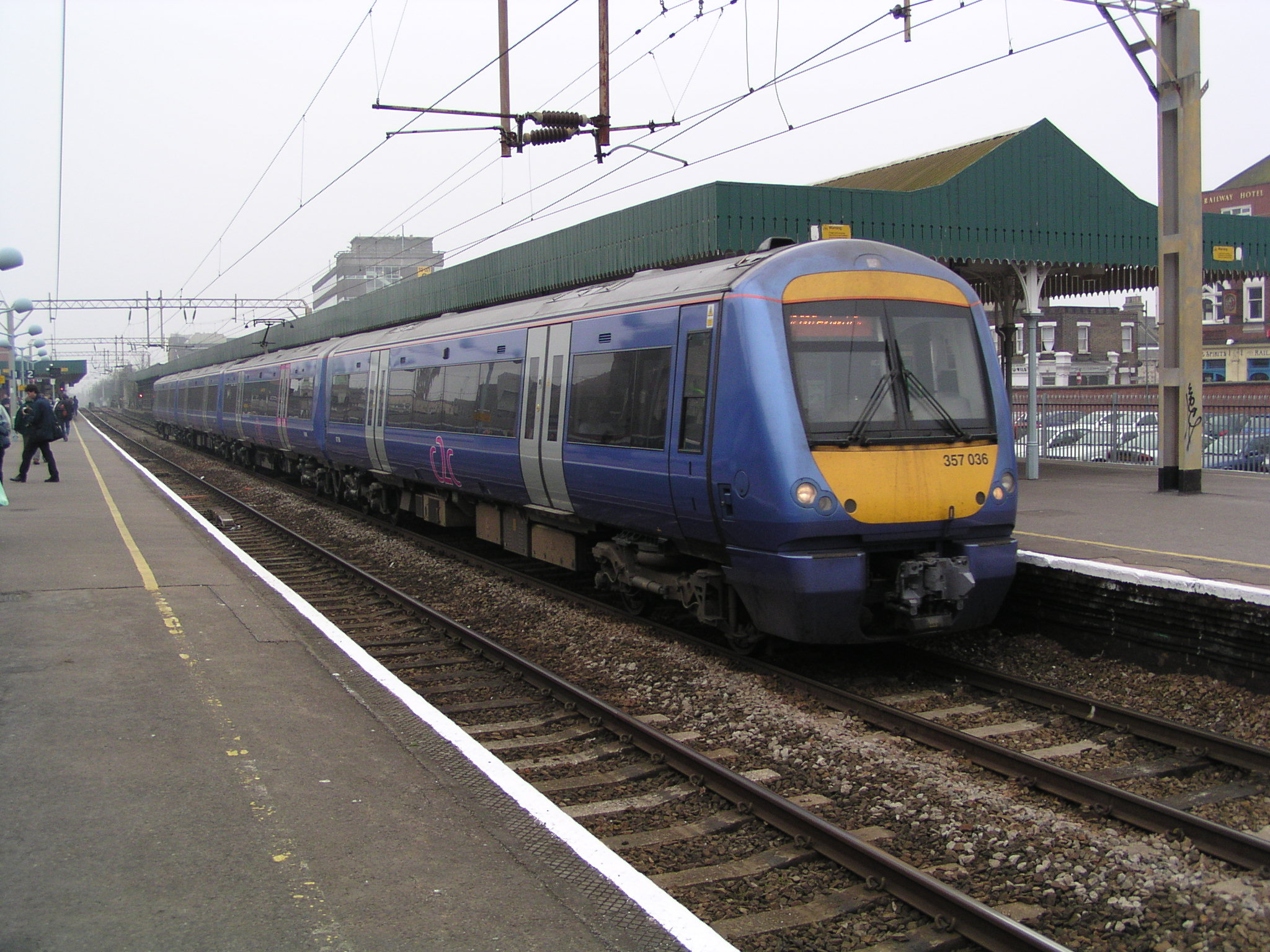
Een Electrostar (Class 357) van c2c

De tekens c2c vormen de publieksnaam van c2c Rail Ltd, een Britse spoorwegonderneming. Het is de exploitant van treindiensten tussen Londen (station London Fenchurch Street) en Shoeburyness via Tilbury en Southend-on-Sea. 26 stations worden door c2c bediend en per jaar worden 25 miljoen mensen vervoerd.
Op 26 mei 1996 heeft Prism Rail de concessie voor deze treindiensten in handen gekregen voor een periode van 15 jaar. Prism Rail voerde de treindiensten uit onder de naam LTS Rail (LTS: London, Tilbury Southend). In juli 2000 werd Prism Rail gekocht door de National Express Group.
Vanaf juli 2025 zal de onderneming in publieke handen vallen als onderdeel van het hernationaliseren van het Britse treinverkeer.